# 蘇鳳文 (清朝)
蘇鳳文（？—1889年），字虞階，貴州貴筑（今貴州省貴陽市）人，清朝政治人物。
道光十七年，鄉試中舉。咸豐七年，任廣西桂林府知府。后升任廣西左江道。同治元年，任廣西按察使。同治四年，改廣西布政使。同治六年，任廣西巡撫。同治十年，任漕運總督。